# فيلاغونزالو بيديرناليس
بلدية فيلاغونزالو بيديرناليس (بالإسبانية: Villagonzalo Pedernales)‏, هي إحدى بلديات مقاطعة برغش, التي تقع في منطقة قشتالة وليون, والتي تقع في شمال غرب إسبانيا.
يبلغ عدد سكانها 898 نسمة وفقاً لإحصائية سنة (2002).

## توأمة
لفيلاغونزالو بيديرناليس اتفاقيات توأمة مع:
- بدرنالس